# (9635) 1993 XS
A (9635) 1993 XS a Naprendszer kisbolygóövében található aszteroida. Urata Takesi fedezte fel 1993. december 9-én.